# ばね定数
ばね定数（ばねていすう、ばねじょうすう、英: spring constant）は、ばねに負荷を加えた時の荷重をばねの伸びで割った比例定数である。フックの法則にあらわれる。
つまり、力 F と変位 x を用いて、
{\displaystyle F=k\times x}
{\displaystyle k={F \over x}}
という関係を満たす定数である。
もっとも一般的なばねである圧縮コイルばねの場合、ばねの寸法とばね定数の関係は次の式のようになる。
{\displaystyle k={P \over \delta }={Gd^{4} \over 8N_{a}D^{3}}}
{\displaystyle k} ：ばね定数 (N/mm)
{\displaystyle P} ：荷重 (N)
{\displaystyle \delta } ：変位 (mm)
{\displaystyle G} ：ばね材料の横弾性係数(N/mm2=MPa)
{\displaystyle d} ：ばねの線径 (mm)
{\displaystyle N_{a}}：有効巻き数
{\displaystyle D} ：平均コイル径 (mm)
ばねの線径が太いとばね定数は大きい。巻き数が多く、コイル径が大きいと（ばねを伸ばした時の線の長さが長くなると）ばね定数は小さくなる。